# La Ilusión Uno
La Ilusión Uno är en ort i Mexiko.   Den ligger i kommunen Simojovel och delstaten Chiapas, i den sydöstra delen av landet, 700 km öster om huvudstaden Mexico City. La Ilusión Uno ligger 754 meter över havet och antalet invånare är 155.
Terrängen runt La Ilusión Uno är kuperad åt nordost, men åt sydväst är den bergig. Runt La Ilusión Uno är det ganska glesbefolkat, med 45 invånare per kvadratkilometer. Närmaste större samhälle är Simojovel de Allende, 0,65 km nordost om La Ilusión Uno. I omgivningarna runt La Ilusión Uno växer huvudsakligen savannskog.